# Zasada wariacyjna
Zasada wariacyjna – w mechanice kwantowej, twierdzenie głoszące, że dla dowolnej znormalizowalnej funkcji {\displaystyle \Psi } zależącej od tych samych zmiennych, co funkcja falowa badanego układu opisywanego hamiltonianem {\displaystyle {\hat {H}},} funkcjonał {\displaystyle \varepsilon [\Psi ]} zdefiniowany (w notacji Diraca) jako
{\displaystyle \varepsilon [\Psi ]={\frac {\langle \Psi |{\hat {H}}|\Psi \rangle }{\langle \Psi |\Psi \rangle }}}
spełnia następujące warunki:
- {\displaystyle \varepsilon \geqslant E_{0},} gdzie {\displaystyle E_{0}} jest energią stanu podstawowego układu (czyli najmniejszą wartością własną hamiltonianu {\displaystyle {\hat {H}}})
- Równość {\displaystyle \varepsilon =E_{0}} zachodzi wtedy i tylko wtedy, gdy {\displaystyle \Psi } jest funkcją falową stanu podstawowego badanego układu.

Zasada wariacyjna jest podstawą metody wariacyjnej powszechnie stosowanej w chemii kwantowej, w której najlepszego przybliżenia funkcji falowej stanu podstawowego układu poszukuje się minimalizując wartość funkcjonału {\displaystyle \varepsilon } w ramach danej klasy funkcji. Do metod wariacyjnych należą między innymi metoda Hartree-Focka i metoda oddziaływania konfiguracji.
Postacią zasady wariacyjnej używaną w teorii funkcjonału gęstości jest drugie twierdzenie Hohenberga-Kohna.